# (35236) 1995 PC1
1995 PC1 (asteroide 35236) é um asteroide da cintura principal. Possui uma excentricidade de 0.19761230 e uma inclinação de 6.49207º.
Este asteroide foi descoberto no dia 2 de agosto de 1995 por Spacewatch em Kitt Peak.